# Bemusterung (Technik)
Unter Bemusterung versteht man in der Produktions- und Fertigungstechnik wie auch im zugehörigen Qualitätsmanagement die Prüfung von Bauteilen oder Fertigprodukten auf Erfüllung vorgegebener Eigenschaften. Dabei wird zwischen Erstbemusterung und Folgebemusterung unterschieden.

## Erstbemusterung
Mit der Erstbemusterung erbringt der Lieferant den Nachweis, dass seine Produkte die vom Kunden geforderten Qualitätsanforderungen erfüllen. Oftmals wird auch die aus dem englischen kommende Abkürzung FAI (First Article Inspection) verwendet.

### Definition Erstmuster und Erstmusterprüfung
Die Fachhochschule Aalen definiert wie folgt:
Ein Erstmuster ist ein Erzeugnis, das erstmals unter serienmäßigen Fertigungsbedingungen erzeugt wurde.
Dieses Erstmuster wird normalerweise einer Vollprüfung unterzogen, um Fehler von Serienbeginn an vorzubeugen und um zu überprüfen, ob Vereinbarungen eingehalten wurden.
Das Verfahren für die Erstmusterprüfung wird mit dem Lieferanten in der Qualitätssicherungsvereinbarung festgelegt. Greift man zu einem standardisierten Berichtsformular, so trägt der Lieferant Soll- und Istwerte mit Abweichungen der geprüften Teile ein. Der Abnehmer kann anschließend weitere Prüfungen verlangen oder selbst vornehmen.
Für den Abnehmer ist die Erstmusterprüfung die erste Gelegenheit, die Qualität der bestellten Lieferung in Augenschein zu nehmen.
Ähnlich die Definition eines Wirtschaftsunternehmens, hier Magna Powertrain:
Erstmuster sind Produkte, die vollständig mit serienmäßigen Betriebsmitteln und unter serienmäßigen Bedingungen hergestellt wurden. Eine Bemusterung mit Erstmustern wird Erstmusterprüfung genannt. Die Bemusterung zur Produktionsprozess- und Produktfreigabe muss mit Erstmustern durchgeführt werden. Die kundenseitige positive Bewertung der Erstmuster (inkl. Dokumentation) hat die Freigabe des Lieferanten–Serienprozesses zur Folge.

### Wesentliche Merkmale einer Erstbemusterung
Erstes wesentliches Merkmal einer Erstmusterprüfung, das beide Definitionen erwähnen, ist die erstmalige Produktion der zu bemusternden Güter unter den realistischen Bedingungen einer Serienfertigung. Beide Definitionen lassen jedoch offen, ob der Produktionsprozess selbst dabei einer Prozessfähigkeitsuntersuchung zu unterwerfen oder mittels eines sonstigen Prüfverfahrens zu untersuchen ist.
Zweites wesentliches Merkmal einer Erstmusterprüfung, das beide Definitionen erwähnen, ist die anschließende Prüfung der so produzierten Erstmuster hinsichtlich der vom Kunden geforderten und vereinbarten technischen und nichttechnischen Eigenschaften des Produktes. Die Definition der Prüfverfahren wird auch hier offen gelassen.
Die erste Definition geht davon aus, dass Erstmusterprüfungen nur auf Basis einer Qualitätssicherungsvereinbarung stattfinden, was in der Realität nicht unbedingt immer der Fall sein muss, da die Verpflichtung zur Erstmusterprüfung durchaus auch Teil einer sonstigen, vertraglichen Vereinbarung (z. B. eines Kaufvertrages, Liefervertrages, Rahmenliefervertrages, oder einer Geheimhaltungsvereinbarung) sein kann.
In der zweiten Definition finden sich zwei weitere, wesentliche Merkmale von Erstmusterprüfungen, nämlich die Notwendigkeit einer Dokumentation und die Freigabe des Lieferanten seitens des Kunden bei bestandener Erstmusterprüfung.

### Erstbemusterung in der Automobilindustrie
Die Erstbemusterung ist in der Automobilindustrie üblich und kann nach verschiedenen Standards erfolgen. Durch Regelwerke wie die IATF 16949 und PPF/PPAP wird eine gewisse Vereinheitlichung bei der Abwicklung von Produktbemusterungen in der Automobilindustrie und eine enge Zusammenarbeit zwischen Kunde und Lieferant erreicht und so eine Grundlage für Vereinbarungen geschaffen.  Wesentliche Regelwerke werden im folgenden Absatz beschrieben.

### Erstbemusterung nach IATF16949, PPAP und PPF
In IATF 16949 werden Forderungen für die Bemusterung nach dem sogenannten Production Part Approval Process (PPAP) laut Referenzhandbuch der Automotive Industry Action Group (AIAG) definiert.
Entsprechend sind heute u. a. Bemusterungen (Abnahmen, Freigaben) nach PPAP bzw. Produktionsprozess- und Produktfreigabe (PPF) laut VDA Band 2 (für die Anwender des VDA Band 6.1) üblich, wobei der Verband der Automobilindustrie (VDA) im Vorwort zum Band 2 darauf hinweist, dass die Forderungen von PPAP berücksichtigt wurden. Das Referenzhandbuch PPAP enthält Anforderungen, während der VDA Band 2 PPF-Richtlinien nach bestimmten Grundsätzen vorgibt, welche die Abwicklung bei Neuteilen beschreiben.
Es gilt grundsätzlich den Nachweis zu erbringen, dass der Lieferant die Anforderungen verstanden und Qualitätsplanung durchgeführt hat sowie die Erwartungen des Kunden unter serienmäßigen Bedingungen erfüllen kann.
Die Anwendung des PPAP/PPF-Verfahrens ist relativ aufwendig, da Vorlagestufen entsprechend den kundenspezifischen Anforderungen bei der Produktionsteilabnahme definiert, berücksichtigt und in speziellen PPAP/PPF-Dokumenten erfasst werden müssen. Das zugehörige Berichtswesen, die Nachweisführung und damit verbundene, mögliche Stolpersteine waren weitere Gründe dafür, dass Ende der 1990er Jahre spezielle Auslegungen und Interpretationen der International Automotive Sector Group (IASG) zum PPAP-Verfahren, wie auch zur QS 9000 entstanden.
Die Freigabeverfahren nach VDA 2 (PPF) oder AIAG (PPAP) umfassen sowohl die Produkt- als auch die Produktionsprozess-Freigabe.

## Folgebemusterung
Unter einer Folgebemusterung versteht man eine erneute Bemusterung bei erneuter Aufnahme der Produktion. Diese kann vom Kunden z. B. nach einer mehrmonatigen Produktionsunterbrechung gefordert werden, um eine Requalifikation des entsprechenden Bauteils nach Erlöschen der Freigabe zu erreichen. Bei einer Lieferunterbrechung von über einem Jahr spricht man teilweise auch von einer reduzierten Erstbemusterung.

### Doppelbemusterung als Folgebemusterung
In Einzelfällen wird der Begriff Folgebemusterung auch für eine vom Kunden unerwünschte erneute Bemusterung, auch Doppelbemusterung genannt, verwendet. Beispiel: Doppelbemusterungen stören den Betriebsablauf und verursachen Kosten und Terminverzögerungen und sind somit grundsätzlich zu vermeiden. Kommt es trotzdem zu einer Folgebemusterung aufgrund Nichteinhaltung von Kunden-Vorgaben, wird der Lieferant mit den Kosten belastet.

## Deckblattbemusterung
Der Begriff Deckblattbemusterung ist eine alte Bezeichnung, wenn der Lieferant nur ein Deckblatt und keine Teile dem Kunden zur Erstbemusterung zur Verfügung stellt.
Wie und was der Lieferant beim Kunden zur Erstbemusterung vorstellen sollte, ist aktuell im VDA Band 2 geregelt.
Im VDA Band 2 (2020 | 6. Auflage) (Produktionsprozess- und Produktfreigabe/PPF, englisch =PPA) gibt es keine Vorlagestufen mehr. Ein Deckblatt muss immer in allen Vorlagenstufen mitgeliefert werden.
Die Details und Inhalte einer Erstbemusterung müssen immer vorab zwischen Kunden und dem Lieferanten abgestimmt sein.

## Bemusterung von Bauwerken (Baubemusterung)
In der Baubranche wird die Bemusterung als „die speziell im Fertighausbereich übliche Zusammenkunft zwischen Lieferant und Hauskäufer (häufig in Fertighauszentren oder Ausstellungen), mit dem Ziel, die exakte Ausstattung des Hauses oder der Wohnung festzulegen.“ bezeichnet. Im Gegensatz zur Bemusterung von Industrieerzeugnissen ist diese Bemusterung damit ein Teil der Bauplanung, nicht der Bauausführung.